# Torkington
Torkington är en ort i distriktet Stockport, i grevskapet Greater Manchester, i England. Torkington var en civil parish från 1866 till 1900 då den blev en del av Hazel Grove and Bramhall. Denna civil parish hade 294 invånare år 1891.